# Муара
Муара — город в округе Бруней-Муара (Бруней). Там находится единственный в стране глубоководный порт. Муара на малайском языке означает эстуарий.

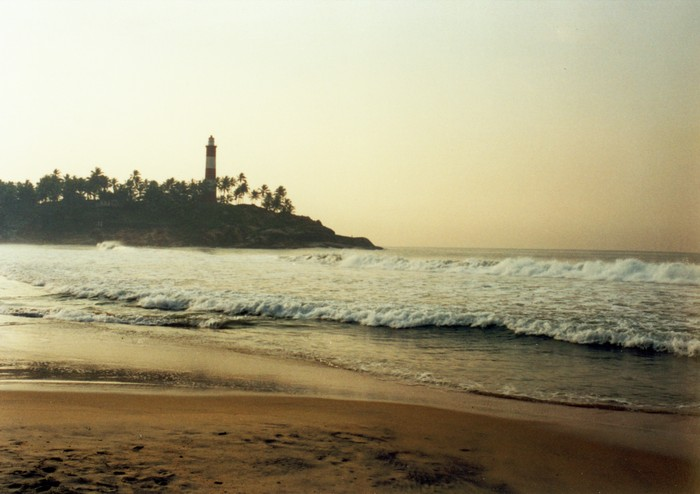

## Расположение

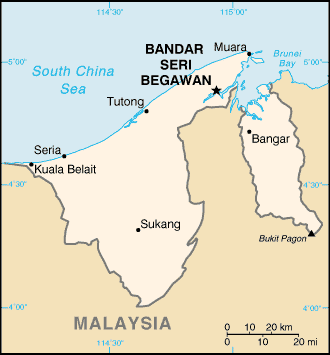
Карта Брунея

Город Муара (пекан Муара) находится в районе Сераса (Mukim Serasa), на крайней восточной оконечности Западного Брунея. Его имя входит в название округа, в котором находится город, — округ называется Бруней-Муара. К северу расположено Южно-Китайское море, к югу — Брунейский залив (англ. Brunei Bay), а через залив — Пулау-Муара-Безар (Pulau Muara Besar). К востоку, через искусственный канал, лежит остальная часть мыса Пелумпонг (Tanjung Pelumpong), ныне острова. К западу находится остальная часть округа Бруней-Муара. Сераса лежит юго-западнее Муары.
В настоящей статье Муара включает территорию от Кампонг Сабуна (Kampong Sabun) до канала в Танджунг Пелумпонге (Tanjung Pelumpong) к северу от Серасы.

## История
До 1900-х годов в деревне Муара обитала небольшая община малайских рыбаков.
Добыча угля в районе Серай Пимпинг (Serai Pimping) в 1883 году для снабжения пароходов, а также последующее основание тут Бруктона (Brooketon) Белым раджой Саравака Чарльзом Бруком в 1889 году привели к быстрому развитию региона. Бруктон получил своё название после того, как Белые раджи Саравака постепенно передали своё имя территории, которая в то время контролировалась правительством Саравака.
Разработка угольной шахты Бруктона (англ. Brooketon Colliery) также способствовала развитию транспорта и инфраструктуры в Муаре. Была проложена деревянная железная дорога для перевозки угля до безопасной глубоководной якорной стоянки в Муаре, были построены причалы и пирсы, где могли причаливать пароходы и баржи. К 1911 году в Муаре проживало более 1447 населения, в городе открылось около 30 магазинов. Именно в Бруктоне была выпущена в обращение первая почтовая марка Брунея.
В политическом плане, хотя у него были только экономические права, Брук стал фактическим правителем этой территории. На руднике трудились сотни шахтёров, что потребовало от него учредить полицию, открыть почтовое отделение и построить дороги, что превратило Муару в экстерриториальное поселение, являющееся продолжением Саравака. Только лишь в 1921 году Муара была «возвращена» Брунею. Рудник закрылся в 1924 году из-за тяжёлых финансовых убытков, вызванных постоянно падающими ценами на уголь в период мировой экономической рецессии.
Японцы оккупировали Бруней во время Второй мировой войны и попытались без особого успеха восстановить угольную шахту. В Бруктоне высадились австралийские войска в рамках Борнейской операции 1945 года в конце войны, освободившие Бруней от японской оккупации.
Во время правления Омара Али Сайфуддина III был построен глубоководный порт, призванный способствовать развитию страны. С 1973 года порт Муары был значительно модернизирован. Модернизация включала расширение причала, доведя его общую длину до 948 метров, в том числе 250 метров контейнерного причала и 87 метров шебёночного причала. Общие складские площади для закрытого хранения — 16 950 м², склады длительного хранения — 16 630 м², площади открытого хранения — 5 гектаров. Объекты контейнерного причала занимают площадь 92 034 м², в том числе — 8 034 м² закрытого хранения.

## Кампонги (деревни)
Район (пекан) Муара подразделяется на следующие районы:
- Центр города (Town Centre)
- Кампонг Масджид Лама (Kampong Masjid Lama) к югу от Центра города
- Кампонг Сабун (Kampong Sabun) к западу и северо-западу, включая военные бараки
- Кампонг Танджунг Бату (Kampong Tanjung Batu)
- Кампонг Пелумпонг (Kampong Pelumpong), и территория в направлении Танджунга Пелумпонга (Tanjung Pelumpong)
- Муара-Бич (Muara Beach)
- Порт Муары

Это районы, рассматриваемые в статье. Среди других поселений в Мукиме Сераса (англ. Mukim Serasa) (не рассматриваются в статье):
- Кампонг Сераса (Kampong Serasa) примыкает к городу Муара с юго-запада.
- Кампонг Перпиндахан Сераса (Kampong Perpindahan Serasa) находится к югу от Кампонга Серасы (Kampong Serasa)
- Кампонг Мераганг (англ. Kampong Meragang) находится между шоссе Муара-Тутонг и Джалан Муара (Jalan Muara)
- Кампонг Капок (англ. Kampong Kapok) расположен вдоль Джалан Муара западнее Кампонга Серасы
- Кампонг Пенгалаян (англ. Kampong Pengalayan) расположен вдоль Джалан Муара юго-западнее Кампонга Капока
- Кампонг Салар (англ. Kampong Salar) расположен вдоль Джалан Муара юго-западнее Кампонга Пенгалаяна
- Кампонг Букит Кабун (англ. Kampong Bukit Kabun)

## Нефть и газ
Часть территории глубоководного порта Муары занимают два нефтяных объекта компании Royal Dutch Shell.
У компании «Бруней Шелл Маркетинг» (англ. Brunei Shell Marketing) в Муаре имеется терминал. На объекте находится множество резервуаров со сжиженным газом и различными нефтепродуктами, включая битум.
Компания «Бруней Шелл Петролеум» (англ. Brunei Shell Petroleum) располагает портовыми мастерскими и складами в порту Муары для обеспечения своей деятельности на брунейском шельфе. Причал размером 120 м х 48 м оборудован тремя наливными сооружениями и 14 резервуарами-хранилищами.

## Достопримечательности
Главной достопримечательностью Пекана Муары является пляж Муары (Pantai Muara на малайском) на побережье Южно-Китайского моря. Пляж длиной около мили из чистого белого песка. Имеются оборудованная зона для пикников, игровая площадка для детей, переодевалки и туалеты, а также по выходным работают киоски с напитками и едой.

## Военно-морские силы
Королевские Военно-морские силы Брунея (англ. Royal Brunei Navy) Вооружённых сил Брунея базируются на Военно-морской базе Муары, которая находится в Пекане Муаре в районе Танджонг Пелумпонг. В 1997 году военно-морская база была расширена: были сооружены объекты, обеспечивающие три морских вспомогательных судна.

## Транспорт

### Железнодорожный транспорт
В Муаре нет ни железных дорог, ни трамвая. Когда-то железнодорожная линия, по которой перевозился уголь для погрузки на пароходы, соединяла Бруктонский рудник и место, где ныне находится порт Муары.

### Воздушный транспорт
В Муаре нет аэропортов. Чтобы сесть на коммерческий рейс, нужно добираться либо до Бандар-Сери-Бегавана, либо до Лабуана (из Серасы).